# Hywel Lloyd
Hywel Lloyd (Corwen, Gales, 14 de Março de 1985) é um piloto de automobilismo que actualmente disputa o Campeonato Britânico de Fórmula 3 para a sua equipa familiar, a CF Racing. Lloyd venceu o Campeonato de Fórmula Renault BARC em 2007, antes de passar para o seu actual campeonato. Em 2010 correu na ronda de Adria da Superleague Fórmula, para a equipa do PSV Eindhoven, em substituição de Narain Karthikeyan.

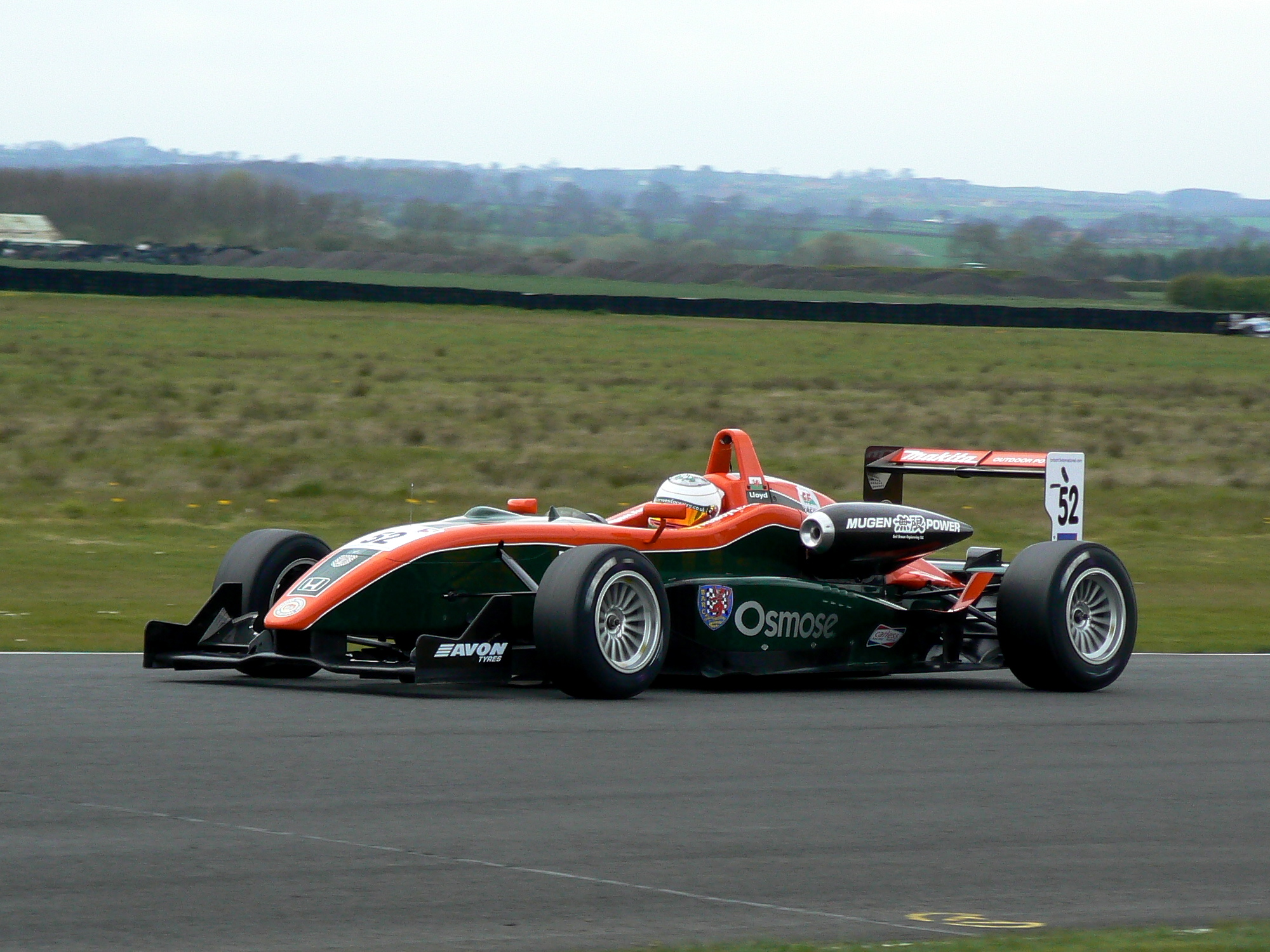
Hywel Lloyd a pilotar para a CF Racing no circuito de Croft na Temporada de 2008 da Fórmula 3 Britânica.